# Faucon de Barbarie
Falco pelegrinoides
Espèce
Statut CITES
Le Faucon de Barbarie (Falco pelegrinoides) est une espèce d'oiseaux de la famille des Falconidae.
Il ressemble au faucon pèlerin mais en plus petit. Il a une longueur de 33 à 39 cm et une envergure de 76 à 98 cm. Les deux sexes sont semblables mais la femelle est un peu plus grande que le mâle.

## Répartition
Cette espèce en voie d'extinction vit sur certaines côtes de l'Afrique du Nord, et sur les îles Canaries, à Lanzarote, Montaña Clara et Fuerteventura ; elle a aussi été signalée à Gran Canaria et à Ténérife.